# Râul Valea Mesteacănului
Râul Valea Mesteacănului este un curs de apă, afluent al râului Prahova. 